# فورگو
فورگو شهری در شهرستان کومبیسیری در استان بازگا در بورکینافاسوی مرکزی است و جمعیت آن ۱۱۰۳ نفر است.